# 942 Romilda
942 Romilda, asteroid glavnog pojasa. Otkrio ga je Karl Wilhelm Reinmuth, 11. listopada 1920.

## Vanjske poveznice
- Minor Planet Center